# Pidgin basco-algonchino
Il pidgin basco-algonchino (in basco Euskoalgonkina algonkin-euskara pidgina o euskara-algonkin pigdina) era un pidgin usato, a partire dal XVI secolo, da Mi'kmaq, Innu e altre popolazioni algonchine di Terranova e Labrador e dai marinai baschi dediti alla caccia alla balena nel Nord Atlantico.

## Distribuzione geografica
Era diffuso in: Terranova, Québec, Penisola del Labrador, Nuova Scozia (soprattutto Isola di Capo Bretone) e Nuovo Brunswick.
Successivamente in un'epoca imprecisata si è estinto nei territori del Regno di Navarra, anche a seguito del consolidamento dei regni francese e spagnolo e del conseguente divieto del basco in favore delle rispettive lingua nazionali.

## Lessico
Il lessico era basico e improntato principalmente alle necessità quotidiane, relativo quindi alla pesca e alle attività a essa correlate,come la tessitura delle reti. Erano pertanto esclusi quei termini baschi astratti (di origine antica: greca e romana).
Sebbene il dizionario fosse composto principalmente da micmac, innu e basco, conteneva anche alcune parole in guascone, variante dell'occitano un tempo parlata anche nella parte settentrionale del Paese Basco.
Alcune fonti indipendenti all'epoca riportarono un pidgin, ma ci arrivarono solo poche parole sciolte (circa 30) e alcune frasi.
Alcune frasi basco-algonchine, contenute nel vocabolario presentano anche parole francesi, spagnole e inglesi:
(ignoto)

## Storia
I baschi arrivarono nella regione intorno al 1527, e intorno al 1530, quando iniziò a essere usato il pidgin, l'età dell'oro fu tra il 1580 e il 1635.
Nel 1612, Marc Lescarbot menziona nel suo libro Histoire de la Nouvelle France che i nativi usavano una lingua per comunicare con gli stranieri, che era mescolata al basco.

## Sistema di scrittura
Il sistema di scrittura era basato sull'alfabeto latino già diffusosi tra danesi prima e norvegesi poi con la conversione al cristianesimo e diffusosi tra i baschi molto prima con la conquista romana e il loro impiego come soldati lungo i confini dell'impero: vallo Adriano e limes germanicus.